# Töreky Dezső
Töreky Dezső (Budapest, 1937–2025) Ybl-díjas magyar építészmérnök.

## Szakmai tevékenysége
Tanulmányainak végeztével első munkahelye a Középület-tervező Vállalat volt, ahol tervezői, műteremvezetői, osztályvezetői, majd 1988-tól műszaki igazgató-helyettesi, főmérnök posztot töltött be. 1989-ben megbízott igazgató. 1991-től napjainkig a TUS Építész Tervező Kft. tulajdonosa és ügyvezető igazgatója. Tagja a MÉSZ-nek, a Magyar Építész Kamarának valamint az ÉTE-nek, ahol is 1961 és 2004 között Egészségügyi szakosztályának helyettes elnöke volt. Megépült középületeinek jelentős részét egészségügyi létesítmények teszik ki, úgy mint a SOTE Kollégiuma, II. Női klinika és Radiológiai klinika részlege, Külső Klinikai Tömbje, valamint hévízi 210 szobás szálló, a szombathelyi Markusovszky kórház, a telki Magánkórház és az egri Markhot Ferenc Megyei Kórház rekonstrukciója és bővítése. Több országos- és nemzetközi tervpályázaton is részt vett kiemelkedő sikerekkel.

## Jelentős alkotásai
- SOTE Kollégiuma
- II. Női klinika és Radiológiai klinika részlege, Külső Klinikai Tömbje
- hévízi 210 szobás szálló
- a szombathelyi Markusovszky kórház
- a telki Magánkórház
- az egri Markhot Ferenc Megyei Kórház rekonstrukciója
- Corvin filmpalota
- Kaposvári Campus

## Szakmai-, társadalmi elismerései
- Ybl Miklós-díj (1975)
- Építészeti Nívódíjak (1986 és 1987)
- a Corvin Filmpalotáért IABCI Ingatlanfejlesztési díj (1997)
- a Kaposvári Campus fejlesztéséért OECD PEB díj (2006)
- A Magyar Köztársasági Érdemrend lovagkeresztje (2007)

## Külső hivatkozások
- http://www.foto.bme.hu